# Wiëlle Douma
Wiëlle Douma (Wolvega, 13 januari 2000) is een Nederlandse voetbalster die als verdediger uitkomt voor BSC Young Boys in de Zwitserse Super League.

## Clubcarrière
In haar jeugd speelde Douma bij FC Wolvega en de beloften van sc Heerenveen. Haar debuut in de eredivisie maakte ze op 15-jarige leeftijd toen ze op 11 december 2015 inviel tijdens de uitwedstrijd tegen PEC Zwolle. Na zes seizoenen bij Heerenveen maakte Douma in de zomer van 2021 de overstap naar ADO Den Haag.
Op 15-jarige leeftijd liep Douma in een wedstrijd van de beloften van Heerenveen een zware hersenschudding op. In de herstelperiode die een jaar duurde, kwam ze slechts beperkt in actie. Sindsdien speelt ze al haar wedstrijden met een beschermende hoofdband.
Na het seizoen 2023/24 liet Douma Den Haag achter zich een maakte ze een buitenlandse transfer naar het Zwitserse BSC Young Boys. Hier miste ze door een schouderblessure een paar wedstrijden, maar was ze wel een onbetwiste basisspeelster. In mei 2025 werd bekend dat Douma de overstap maakte naar Duitse Bundesligaclub TSG 1899 Hoffenheim.

## Statistieken
| Seizoen | Club           | Land        | Competitie   | Wedstrijden | Doelpunten |
| ------- | -------------- | ----------- | ------------ | ----------- | ---------- |
| 2015/16 | sc Heerenveen  | Nederland   | Eredivisie   | 11          | 0          |
| 2016/17 | sc Heerenveen  | Nederland   | Eredivisie   | 18          | 0          |
| 2017/18 | sc Heerenveen  | Nederland   | Eredivisie   | 24          | 0          |
| 2018/19 | sc Heerenveen  | Nederland   | Eredivisie   | 14          | 2          |
| 2019/20 | sc Heerenveen  | Nederland   | Eredivisie   | 7           | 0          |
| 2020/21 | sc Heerenveen  | Nederland   | Eredivisie   | 16          | 0          |
| 2021/22 | ADO Den Haag   | Nederland   | Eredivisie   | 20          | 1          |
| 2022/23 | ADO Den Haag   | Nederland   | Eredivisie   | 17          | 0          |
| 2023/24 | ADO Den Haag   | Nederland   | Eredivisie   | 21          | 0          |
| 2024/25 | BSC Young Boys | Zwitserland | Super League | 21          | 2          |
| Totaal  | Totaal         | Totaal      | Totaal       | 169         | 5          |

Laatste update: 31 mei 2025.